# Slavernij in het oude Rome

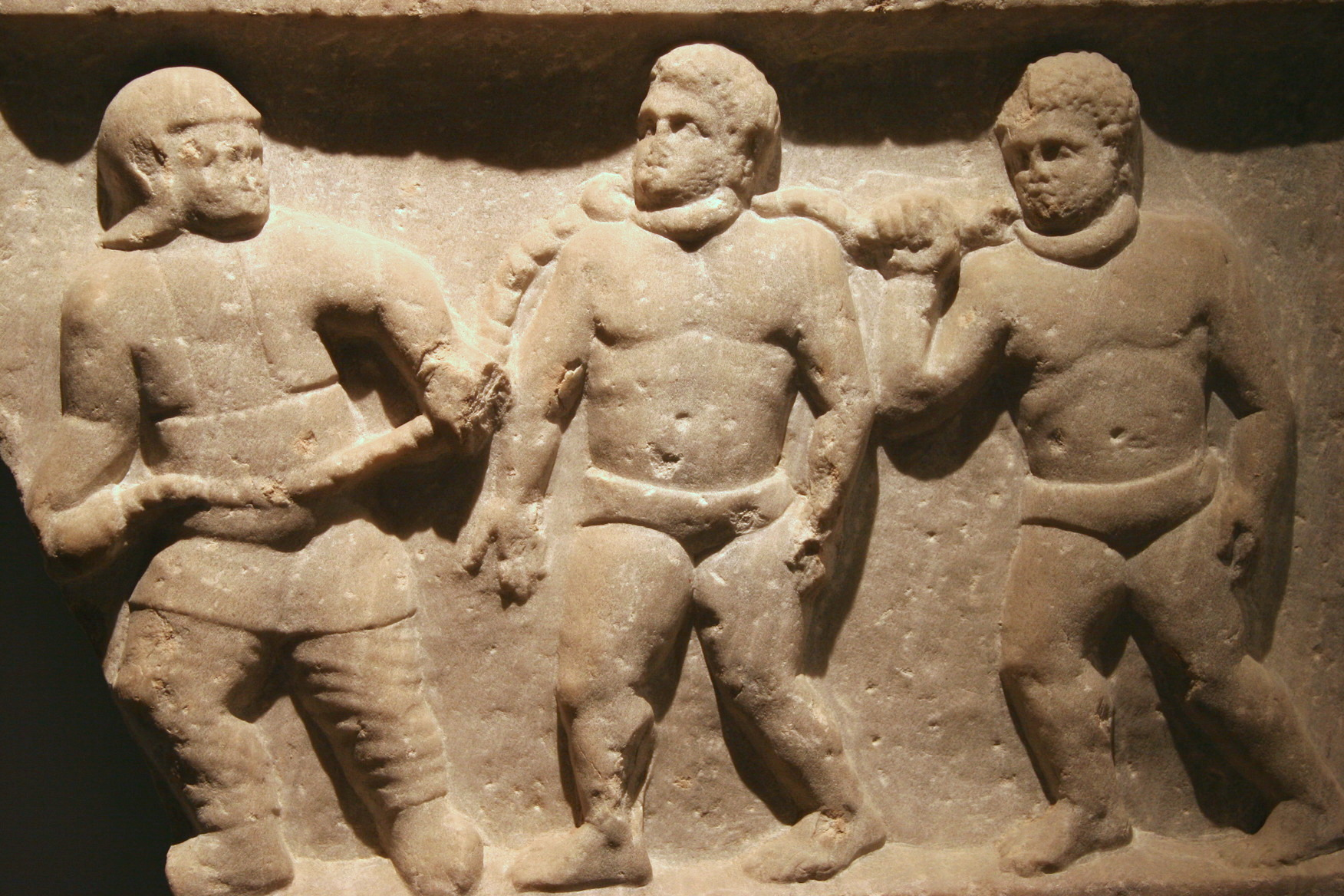
Een Romeins soldaat leidt krijgsgevangenen weg in kettingen (reliëf uit Smyrna.)

Slavernij (Latijn: servitus of servitium, van servus, "slaaf"; naast serva voor "slavin" werd ook wel de term ancilla gebruikt) was in het oude Rome een vrij laat fenomeen. Servi was de algemene naam van de Romeinse slaven. Als bedienden heetten zij familiares of als groep familia in de huislijke kring pueri, als een zakelijke eigendom mancipium.

## Juridische status
Servitus est constitutio iuris gentium, qua quis dominio alieno contra naturam subicitur.
Slavernij is een instelling van het ius gentium, dat iemand als meester een ander tegen de natuur in zou kunnen onderwerpen.
— Florentinus, Digesta 1 tit. 5 § 4.

### Slaaf worden
Men kon op twee manieren slaaf worden:
1) door geboren te worden als een slavin/slaaf,
2) door verlies van de vroegere vrijheid,
a) door krijgsgevangenschap, immers de gevangenen werden van staatswege sub hasta of sub corona (met een krans om het hoofd) verkocht;
b) door verkoop van de incensus (persoon die zijn census niet had betaald) of van hem die zich aan de krijgsdienst onttrok;
c) door verkoop van de addictus door de schuldeiser (zie: manus injectio);
d) door veroordeling ter dood, daar iedere vrije voor de voltrekking van de doodstraf, slaaf werd.

### Als slaaf vrijgelaten worden
Slavernij hield op door postliminium, door manumissio, door vrijverklaring van de overheden, bijvoorbeeld ter beloning voor het aangeven van een misdaad, enzovoorts. Een vrijgelaten slaaf werd libertus genoemd.

### De slaaf als eigendom
Omnes res aut mancipi sunt aut nec mancipi. Mancipi res sunt praedia in Italico solo, tam rustica, qualis est fundus, quam urbana, qualis domus ; item iura praediorum rusticorum, velut via, iter, actus, aquaeductus ; item servi et quadrupedes, quae dorso collove domantur, velut boves, muli, equi, asini ; ceterae res nec mancipi sunt. Elefanti et cameli, quamvis collo dorsove domentur, nec mancipi sunt, quoniam bestiarum numero sunt.
Alle zaken zijn ofwel in volle eigendom ofwel niet in volle eigendom. Zaken in volle eigendom zijn grondbezittingen op Italische bodem, zowel landelijke, zoals een landgoed dat is, als stedelijke, zoals een huis; ook rechten van landelijke landgoederen, net zoals het overpad-, reis-, weide- en aquaductrecht; ook slaven en viervoeters, die met rug of hals worden onderworpen, net zoals runderen, muilezels, paarden, ezels; en overige zaken zijn niet in volle eigendom. Olifanten en kamelen, ofschoon ze met rug of hals worden onderworpen, zijn niet in volle eigendom, aangezien ze tot de wilde dieren worden gerekend.
— Ulpianus, Fragmenta XIX 1.

De heer, aan wie de slaaf door geboorte toebehoorde, of die hem door koop had verkregen (van slavenhandelaars, mangones), bezat over hem het eigendomsrecht, zoals over een voorwerp (vandaar mancipium), en kon de slaaf naar willekeur verkopen, pijnigen, doden, totdat de lex Petronia de servis en meer wetten van Antoninus Pius, alsook enige Senatus Consulta de willekeur van de heer zo beperkten, dat hij wegens het doden van een slaaf kon worden gestraft.
Oorspronkelijk was de meester ook zelf rechter over de slaaf. De straffen waren verwijzing naar het land in het ergastulum, arbeid in het pistrinum, geselslagen met roeden of riemen, brandmerken, kruisiging, ...
Later was in grotere misdaden de overheid rechter.
De toestand van de slaven was alzo zeer hard, de zeden brachten hierin allengs verzachting aan, en een slechte behandeling van slaven werd door de censor bestraft.
Wat de slaaf verkreeg, behoorde aan zijn heer, met uitzondering van het peculium.

## Slavennamen en afkomst van slaven
De namen van de slaven waren dikwijls ontleend aan het land van hun afkomst (bv. Phryx, Cappadox) of aan oude helden (bv. Achilles, Priamus, Pollux, ...), of aan planten en stenen (bv. Amiantus, Sardonyx).
Oudtijds noemde men verscheidene slaven naar hun heer (bv. Caipor (d.i. Gaii puer), Lucipor).
De meeste waren afkomstig uit Gallië, Hispania, Griekenland en Azië. De Aethiopes waren veel gezocht.

## Dagelijks leven
In de oudste tijden aten zij gemeenschappelijk met hun heer. Later ontvingen zij maandelijks (menstruum) of dagelijks (diarium) een hoeveelheid graan, vijgen, olijven, wijn en azijn (demensum).
De kleding verschilde niet van die van de armere burgers en bestond uit een grove, bonte tunica.

## Slavenopstanden
De vroegere trouw en gehechtheid van de slaaf aan zijn meester, werd in de tijden van het toenemend zedenbederf steeds minder, de slaven werden verbitterd tegen hun heren en kwamen daarom dikwijls in opstand. De bekendste is waarschijnlijk deze onder leiding van de voormalige gladiator Spartacus, die van 73 v.Chr. tot 71 v.Chr. voor een golf van paniek onder de Romeinse bevolking zorgde.

## Soorten slaven
In de vroegste tijden waren de slavenfamilies maar klein. Later hield men in voorname huizen gehele scharen (greges ancillarum (d.i. groepen van slavinnen), legiones mancipiorum (d.i. troepen van slaven)), zodat zij in decuriae (d.i. een groep van tien personen) werden ingedeeld en nomenclatores (d.i. namenroeper, een slaaf die voor zijn meester de namen van de andere slaven onthield) onmisbaar werden.
Met betrekking tot hun verblijf in de stad of op de villae en in de latifundia, was de slavenfamilie verdeeld in urbana en rustica.
Volgens rang en bezigheid waren er vier klassen:

### Ordinarii
De ordinarii zijn de honestiores, met het vertrouwen van hun meesters vereerd en met het opzicht over het huishouden, de kas, enzovoorts belast. Deze hielden ook vicarii bij zich, dit zijn slaven die hen bijstonden in hun taak.
Onder de ordinarii staat bovenaan de procurator (die het vermogen,geld en de goederen beheerde), vervolgens de actor (te vergelijken met een villicus, een opzichter en bestuurder van de villa), dispensator (kashouder, die verantwoording moest afleggen aan zijn meester), atriensis (d.i. "opzichter van het atrium").
Hieronder behoort ook nog de cellarius of provisiemeester, de negotiatores, die voor hun meester handel dreven in de provinciae, de insularii, die de huur invorderden in de grote verhuurde wooneilanden (zie: insula (woning)), en ten slotte de in wetenschap en kunst bedreven slaven, met name die voor het bouwen, timmeren en verfraaien van het huis zorg droegen (fabri, tectores, pictores, caelatores, statuarii, pavimentarii, topiarii, viridarii, aquarii, sculptores, ...), die over de bibliotheek en kunstverzamelingen waren aangesteld en de briefwisseling van hun heer voerden (a bibliotheca, a statuis, literati, anagnostae, notarii, librarii, ab epistolis), de opvoeders van de kinderen (paedagogus) en de huisartsen (medici).
Lager stonden de slaven die slechts tot vermaak dienden, zoals de symphoniaci, de gladiatoren, mimespelers, toneelspelers, koorddansers (petauristae, funambuli, schoenobatae) en de misvormde moriones (narren) en nani (dwergen).

### Vulgares

Twee slavinnen (ancillae) assisteren hun meesters bij haar toilet (mozaïek).

De vulgares verrichtten gemene diensten, binnen- en buitenshuis, zoals de ianitor of ostiarius, de cubicularii (die de gasten aanmeldden), de stoet van slaven die de heer, als hij uitging, volgden (pedisequi; bijvoorbeeld anteambulones, lecticarii of draagstoeldragers, cursores (boodschappers), voorrijders).
In huis dienden de voor de tafel zorg dragende postores, coqui, fartores, obsonatores, structores, scissores, pocillatores en zij die voor de kleding, garderobe en het toilet van de meester moesten zorgen, de textores, vestiarii, vestifici, lanificae, a veste, custodes auri, ornatrices, tonsores, ciniflones en cinerarii, unctores, unguentarii, balneatores.

### Mediastini
De mediastini schijnen de laagste vulgares te zijn geweest, die het meest gemene werk moesten verrichten, zoals boenen, vegen, enzovoorts. Ook de pollinctores van de libitinarii (lijkwassers) en de balneatores (badmeesters) in de thermae zullen tot dezelfde categorie hebben behoord.

### Quales-Quales
De quales-quales worden enkele vermeld in de Digesta en schijnen de laagste klasse van slaven te zijn geweest, al is het niet duidelijk hoe ze precies verschilden van de mediastini.

## Romeinse visie op slavernij
Wil je eraan denken dat die man die jij jouw slaaf noemt geboren is uit hetzelfde zaad als jij en van dezelfde hemel geniet, even hard adem haalt, hetzelfde leven leeft en dezelfde dood sterft! Jij kunt hem net zo goed als vrijgeborene beschouwen als hij jou als slaaf. Door de nederlaag van Varus zijn velen van de meest aanzienlijke afkomst, die op grond van hun militaire carrière uitzicht hadden op de senatorenstand, door het lot ten val gebracht. De een van hen is herder geworden, de ander huisbewaker. Koester nu dan eens verachting voor een man met een levenslot dat ook het jouwe kan worden.
— Seneca, Brieven aan Lucilius V 47.10.

De meeste Romeinen hadden geen morele bezwaren tegen slavernij. Voor velen was slavernij dan ook een alledaags gegeven, waar men niet bij stil stond of ter discussie stelde. In de periode van de Late Republiek begonnen enkele filosofen - in het bijzonder stoïcijnen - bij de behandeling van slaven vraagtekens te zetten.